# Dave Sime

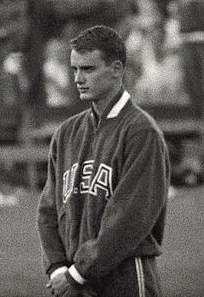
Dave Sime, 1960

Dave Sime (eigentlich David William Sime; * 25. Juli 1936 in Paterson, New Jersey; † 12. Januar 2016 in Miami Beach, Florida) war ein US-amerikanischer Sprinter.
Sime gewann nie eine olympische Goldmedaille, gehörte aber in der Zeit seiner sportlichen Karriere zu den schnellsten Männern der Welt und hielt einige Sprint-Rekorde Ende der 1950er Jahre. 1956 hatte er mit seinem Freund Bobby Morrow einige interessante Lauf-Duelle, aber eine Verletzung machte seine Hoffnung auf die Teilnahme an den Olympischen Spielen für dieses Jahr zunichte.
Vier Jahre später bei den Olympischen Spielen 1960 in Rom gewann er die Silbermedaille im 100-Meter-Lauf, hinter dem Deutschen Armin Hary (Gold) und vor dem Briten Peter Radford (Bronze).
Außerdem half Dave Sime bei den Olympischen Spielen 1960 einer CIA-Operation um ukrainische Sportler zur Flucht zu bewegen.
Sein Schwiegersohn Ed McCaffrey war ein erfolgreicher American-Football-Spieler und gewann dreimal den Super Bowl.